# Ralph Curtis op het strand in Scheveningen
Ralph Curtis op het strand in Scheveningen (Engels: Ralph Curtis on the Beach in Scheveningen) is een schilderij van de Amerikaanse kunstschilder John Singer Sargent, geschilderd in 1880, olieverf op paneel, 26,5 × 33,5 centimeter groot. Het is een portret van de kunstschilder Ralph Curtis, geschilderd tijdens een gezamenlijke studiereis door Nederland. Het schilderij bevindt zich in de collectie van het High Museum of Art in Atlanta.

## Context
Sargent arriveerde voor de eerste keer in Nederland op 15 augustus 1880, komend vanuit Venetië, samen met zijn Amerikaanse vrienden Francis Brooks Chadwick en zijn neef Ralph Curtis, beiden ook kunstschilder. Hij nam zijn intrek in een hotel te Haarlem, met het plan om in het Frans Hals Museum de werken van de door hen bewonderde Frans Hals te bestuderen, om na enkele dagen weer door te reizen naar Parijs, waar hij een atelier wilde starten. Het vertrek uit Nederland werd echter meermaals uitgesteld en de dagen werden weken. Samen met zijn twee reisgenoten verkaste hij naar Scheveningen en had het daar blijkbaar prima naar de zin. Hij schilderde er het hier besproken kleine portret van Curtis, dat niet alleen hun hechte vriendschap maar vooral ook het ontspannen karakter van hun verblijf onderstreept. Veel verder dan Haarlem en Den Haag en omgeving kwamen ze overigens niet. In het Hollandse landschap was hij blijkbaar weinig geïnteresseerd.

## Afbeelding
Het portret Ralph Curtis op het strand in Scheveningen vertoont duidelijk de affiniteit die Sargent had opgevat voor het impressionisme, maar bovenal ook de invloed van het werk van Frans Hals, dat hij vlak ervoor te Haarlem had bewonderd. De penseelvoering is snel, breed, los en schetsmatig, maar tegelijkertijd gedurfd, levendig en uitermate treffend, op het virtuoze af. Van zijn latere interesse in de oppervlaktetechniek is hier nog niets te merken, maar zijn bijzondere talent in de portretteerkunst blijkt al ten volle.
Hij schildert Curtis languit liggend op een duin. Hij draagt een bolhoed en een kostuum, terwijl hij met zijn rechterhand een wandelstok naar omhoog steekt. De formele kleding van Curtis vormt een opvallend contrast met zijn informele, quasi-nonchalante pose, als een toerist op vakantie. De terloopse houding wekt de indruk van een momentopname. De zandkorrels die zich in de verflaag hebben genesteld doen vermoeden dat het kleine portret en plein air is geschilderd. In zijn ongedwongenheid is het paneeltje redelijk uniek in Sargents oeuvre, zeker in vergelijking met zijn latere statig-formele portretten van de hogere klassen in Londen en Parijs.